# Luiks vrijdorp
Een Luiks vrijdorp is een dorp dat in het bezit was van een van de zeven kapittels van Luik.
De vrijdorpen waren door vorsten geschonken aan de kapittelkerken. Dit is in tegenstelling tot de goederen van het prinsbisdom Luik, die gewoonlijk door strijd of erfenis in het bezit waren gekomen van de prins-bisschop. De vrijdorpen genoten een grotere zelfstandigheid dan de dorpen in het prinsbisdom, ook al werden ze doorgaans ook tot het prinsbisdom gerekend.
Dorpen toebehorend aan het St.-Lambertuskapittel:
- Attenhoven
- Broekom
- Heel (vanaf 1417 bij Horne)[2]
- Neeritter
- Velm
- Vucht
- Wonk

Dorpen toebehorend aan het St.-Janskapittel:
- Gingelom

Dorpen toebehorend aan het St.-Bartolomeuskapittel:
- Roost

Dorpen toebehorend aan het St.-Maartenskapittel:
- Breust